# Külsővat megállóhely
Külsővat megállóhely egy Veszprém vármegyei vasúti megállóhely, Külsővat településen, a MÁV üzemeltetésében.
A település központjától jó 2 kilométerre délre helyezkedik el, a 8413-as út vasúti keresztezésének nyugati oldalán.
A megállóhely jegypénztár nélküli, nincs jegykiadás.

## Története
A megálló az 1903. téli menetrendben Vat-Merse 44. sz. őrház néven szerepelt, majd később 1911. szeptember 30-ig Mersevátként. Egykor a felvételi épületben forgalmi iroda, működő jegypénztár és váróterem is volt, kívül külön épületben mellékhelyiség is. A rakodóvágány hídmérleggel rendelkezett és hosszú perontetővel is ellátták.

## Vasútvonalak
A megállót az alábbi vasútvonalak érintik:
- Győr–Celldömölk-vasútvonal

## Kapcsolódó állomások
A megállóhoz az alábbi állomások vannak a legközelebb:
- Vinár vasútállomás (Győr–Celldömölk-vasútvonal)
- Celldömölk vasútállomás (Győr–Celldömölk-vasútvonal)

## Forgalom
| Járat               | Útvonal | Gyakoriság        |
| ------------------- | --- | ----------------- |
| személyvonat        | Győr – Győr-Gyárváros – Győrszabadhegy – Ménfőcsanak felső – Gyömöre-Tét – Szerecseny – Gecse-Gyarmat – Vaszar – Pápa – Mezőlak – Mihályháza – Vinár – Külsővat – Celldömölk | Kb. 2 óránként    |
| Tanúhegy sebesvonat | Győr – Győr-Gyárváros – Győrszabadhegy – Ménfőcsanak felső – Gyömöre-Tét – Szerecseny – Gecse-Gyarmat – Vaszar – Pápa – Mezőlak – Mihályháza – Vinár – Külsővat – Celldömölk – Ukk – Sümeg – Tapolca – Raposka – Balatonederics – Balatongyörök – Vonyarcvashegy – Gyenesdiás (← Alsógyene) – Keszthely | Nyáron napi 1 pár |